# Зачепиловка (Новосанжарский район)
Зачепиловка (укр. Зачепилівка) — село,
Зачепиловский сельский совет,
Новосанжарский район,
Полтавская область,
Украина.
Код КОАТУУ — 5323481201. Население по переписи 2001 года составляло 906 человек.
Является административным центром Зачепиловского сельского совета, в который не входят другие населённые пункты.

## Географическое положение
Село Зачепиловка находится на левом берегу реки Ворскла,
выше по течению на расстоянии в 1 км расположено село Клюсовка,
ниже по течению на расстоянии в 1,5 км расположено село Жирки (Кобелякский район),
на противоположном берегу — пгт Новые Санжары и село Забродки.
Река в этом месте извилистая, образует лиманы и заболоченные озёра.
Рядом проходит железная дорога, станция Бабенково в 2-х км.

## Экономика
- Новосанжарский ветсанутильзавод, ГП.
- Новосанжарская сельхозхимия.

## Объекты социальной сферы
- Школа I—II ст. им. Бориса Олейника.
- Дом культуры.

## Известные люди
- Олейник Борис Ильич (1935—2017) — современный  украинский поэт и политический деятель национал-коммунистического направления, родился в селе Зачепиловка.

## Экология
- Полигон твёрдых бытовых отходов.